# Masakra w więzieniu w Drohobyczu
Masakra w więzieniu w Drohobyczu – masowe wymordowanie osadzonych w więzieniu w Drohobyczu dokonane przez funkcjonariuszy NKWD w ostatnich dniach czerwca 1941 roku. Ofiarą zbrodni padło co najmniej kilkuset więźniów. Była to jedna z wielu tzw. masakr więziennych, dokonanych przez NKWD po rozpoczęciu niemieckiej inwazji na ZSRR.

## Geneza
Drohobycz, przed wojną miasto powiatowe w województwie lwowskim, od września 1939 roku znajdował się pod sowiecką okupacją. Osoby aresztowane przez NKWD były osadzane w celach przedwojennego aresztu śledczego, który mieścił się przy ul. Stryjskiej. Było to jedno z czterech sowieckich więzień funkcjonujących na terenie obwodu drohobyckiego; w oficjalnych dokumentach określano je mianem „więzienia nr 1”. Więzienny budynek sąsiadował bezpośrednio z budynkiem sądu grodzkiego, w którym po rozpoczęciu okupacji znalazła siedzibę lokalna placówka NKWD.
22 czerwca 1941 roku nazistowskie Niemcy dokonały inwazji na Związek Radziecki. Pierwsze tygodnie wojny miały bardzo pomyślny przebieg dla strony niemieckiej. Dywizjom Wehrmachtu udało się bowiem rozbić wojska nadgranicznych okręgów wojskowych ZSRR, a następnie wedrzeć się w głąb sowieckiego terytorium. Sukcesem uwieńczone zostało między innymi niemieckie uderzenie na terenie Wołynia i Galicji Wschodniej, gdzie broniło się największe i najlepiej uzbrojone zgrupowanie Armii Czerwonej – Front Południowo-Zachodni. W pierwszych dwudziestu dniach wojny jego jednostki poniosły ogromne straty w ludziach i sprzęcie, a także były zmuszone wycofać się na odległość blisko 250 kilometrów na wschód od granicy niemiecko-sowieckiej.
W chwili wybuchu wojny niemiecko-sowieckiej w więzieniach i aresztach na Kresach Wschodnich przetrzymywano około 40–50 tys. więźniów. Władze sowieckie były zdecydowane nie dopuścić, aby zostali oni uwolnieni przez Niemców. 24 czerwca 1941 roku ludowy komisarz spraw wewnętrznych Ławrientij Beria wydał obwodowym urzędom NKGB rozkaz rozstrzelania wszystkich więźniów politycznych przetrzymywanych w zachodnich obwodach ZSRR, których ewakuacja w głąb kraju była niemożliwa. W myśl rozkazu Berii stracone miały zostać osoby skazane za „działalność kontrrewolucyjną”, „działalność antysowiecką”, sabotaż i dywersję, a także więźniowie polityczni znajdujący się w śledztwie.

## Wymordowanie więźniów
W przededniu niemieckiej inwazji w drohobyckim więzieniu przetrzymywano prawdopodobnie około 400 osób. Liczba więźniów wzrosła po 22 czerwca 1941 roku, gdyż w związku z wybuchem wojny NKWD rozpoczęło masowe aresztowania prawdziwych i domniemanych wrogów władzy sowieckiej. Według niektórych świadków mogło zostać wówczas zatrzymanych nawet do 300 osób. Dokładna liczba jest niemożliwa do ustalenia, gdyż osób aresztowanych po wybuchu wojny nie zarejestrowano w więziennej ewidencji.
W latach 90. XX wieku śledztwo w sprawie masakry więziennej w Drohobyczu prowadziła Okręgowa Komisja Badania Zbrodni przeciwko Narodowi Polskiemu w Łodzi. Polskim śledczym i historykom nie udało się jednak odtworzyć przebiegu zbrodni. Przypuszczano, że Sowieci w pierwszym rzędzie przystąpili do likwidacji osób, wobec których jeszcze przed wojną, na mocy art. 58 kodeksu karnego ZSRR i art. 54 kodeksu karnego Ukraińskiej SRR, orzeczono karę śmierci lub wysokie wyroki więzienia. Zakładano także, że większość ofiar zginęła od strzału w potylicę. Według niektórych źródeł likwidacja więźniów rozpoczęła się już w okolicach 22–23 czerwca.
Na temat wymordowania pensjonariuszy drohobyckiego więzienia milczą sowieckie archiwa; odnaleziono w nich jedynie informację, że po wybuchu wojny 21 więźniów ewakuowano do Wierchnieuralska na południowym Uralu. Z kolei Andrzej Chciuk w drugiej części swych wspomnień, wydanej w 1972 roku pod tytułem Ziemia księżycowa, zapisał:

22 czerwca 1941 NKWD powiedziało więźniom, że ich wypuszczają, zabierajcie się „s wieszczami”. Gdy tłum więźniów stał na dziedzińcu więzienia, z wież wartowniczych zaczęły strzelać karabiny maszynowe.

Sowieci ewakuowali się z Drohobycza 30 czerwca lub 1 lipca. Po ich odejściu do więzienia przy ul. Stryjskiej wdarli się mieszkańcy miasta, którzy poszukiwali aresztowanych krewnych i przyjaciół. W piwnicach gmachu odkryto wówczas zwłoki zamordowanych więźniów; w zależności od źródła ich liczbę szacowano na 60–80 lub 150–200. W piwnicach odnaleziono także kilku żywych więźniów, którym udało się przeżyć masakrę (Bogdan Musiał podaje, że było ich czterech). Niedługo później w narożniku dziedzińca wewnętrznego odkryto jeszcze zbiorowy grób, który enkawudziści usiłowali zamaskować pod hałdą węgla. Spoczywało w nim 200 zwłok. U wielu ofiar zaobserwowano obrażenia, które sugerowały, że przed śmiercią były one bestialsko torturowane. Niewykluczone jednak, że dopiero po odejściu Sowietów zwłoki rozmyślnie okaleczyli ukraińscy nacjonaliści, którzy w celach propagandowych pragnęli dysponować drastycznymi przykładami martyrologii swojego narodu.
Zwłoki ofiar NKWD były odnajdywane także poza terenem więzienia. Kilka dni po odejściu Sowietów na miejscowym cmentarzu żydowskim odkryto masową mogiłę ze zwłokami ok. 300 osób, w tym ukraińskich zakonników z klasztoru oo. bazylianów. Niektórzy świadkowie twierdzili, że ciała wydobyte z tego grobu znajdowały się w stanie daleko posuniętego rozkładu, co sugerowałoby, że ofiary zamordowano przed 22 czerwca 1941 roku. Mogiły kryjące nieustaloną liczbę zwłok odnaleziono jeszcze w sadzie położonym nieopodal więzienia i sądu, a także w okolicznych lasach i w jednym z nieczynnych szybów naftowych. Ostatni masowy grób, kryjący szczątki 250 osób, odkryto w 1990 roku na dawnym podwórzu gospodarczym więzienia.
Zsumowanie wszystkich odnalezionych zwłok pozwoliłoby określić liczbę ofiar masakry na około 1200. Nie sposób jednak ustalić, czy we wszystkich wymienionych powyżej grobach znajdowały się ciała osób zamordowanych podczas masakry więziennej w czerwcu 1941 roku. Co najmniej część z nich mogła kryć ofiary wcześniejszych zbrodni NKWD. Z tego względu OKBZpNP w Łodzi szacowała, że w czerwcu 1941 roku zamordowano kilkuset pensjonariuszy drohobyckiego więzienia (od 200 do 500–600). W gronie ofiar znalazło się także 2–3 lotników niemieckiej Luftwaffe, zamordowanych po wzięciu do niewoli.

## Epilog
Podobnie jak miało to miejsce w przypadku wielu innych masakr więziennych, winą za zbrodnie NKWD obarczono ludność żydowską, którą zgodnie ze stereotypem „żydokomuny” utożsamiano w całości z systemem sowieckim i stosowaną przezeń polityką terroru. Po odkryciu zbrodni Niemcy i miejscowi Ukraińcy zmusili grupę Żydów do pracy przy ekshumacji zwłok odnalezionych w więzieniu i w masowych grobach. Podczas tej pracy robotnicy byli upokarzani, bici i mordowani. Antysemicki pogrom przyniósł liczne ofiary. Dopiero po upływie kilku dni miejscowy komendant wojskowy ogłosił, że „Żydzi znajdują się pod opieką Wehrmachtu”, a zamieszki zostały stłumione.